# Hugo Sperrle
Hugo Sperrle (Ludwigsburg, 1885. február 7. – München, 1953. április 2.) német tábornagy. A Luftwaffénél szolgált a második világháború alatt.

## Életrajz
Ludwigsburgban született, 1903-ban lépett be a hadseregbe. A Luftstreitkräftehoz került, hol az első világháború alatt légi megfigyelő volt.
A háború után feloszlott a Luftstreitkräfte, ez után csatlakozott a Freikorpshoz.
1935-ben belépett az újonnan alakult Luftwaffe-be. A spanyol polgárháború idején a Condor légió parancsnokává nevezték ki.
Ő vezette a 3. légiflottát Franciaország ellen 1940 júniusában. Júliusban tábornaggyá léptették elő. Sperrle azt javasolta , hogy meg kell semmisíteni a Brit Királyi Légierőt a sikeres Angliai invázió érdekében. Észak-Franciaországban állomásozó harmadik flotta jelentős szerepet játszott az Angliai csatában 1940. június-1941. április között. Segédkezett légierővel Rommelnek az Észak-Afrikai harcokban, 1944-ben a D-nap előtt nem sokkal parancsnoksága alá került az egész Nyugat-Európai légierő. A normandiai harcokban a légierő gyengesége és kis létszáma miatt 1944 augusztusában elbocsátották a posztról.
Miután a szövetségesek elfogták, háborús bűnök elkövetésével vádolta az amerikai hadbíróság (nürnbergi per után), azonban felmentették. 1953-ban Münchenben halt meg.

## Fordítás
- Ez a szócikk részben vagy egészben  a   Hugo Sperrle című angol Wikipédia-szócikk fordításán alapul.  Az eredeti cikk szerkesztőit annak laptörténete sorolja fel. Ez a jelzés csupán a megfogalmazás eredetét és a szerzői jogokat jelzi, nem szolgál a cikkben szereplő információk forrásmegjelöléseként.

## Külső hivatkozások
- Hugo Sperrle
- Sperrle, Hugo Encyclopaedia Britannica